# Kerkops (Pythagoreer)
Kerkops, der sogenannte Pythagoreer, war ein orphischer Dichter einer unbekannten Ära, aber vor dem 4. vorchristlichen Jahrhundert.
Clemens von Alexandria (unter Berufung auf das frühere Zeugnis des Grammatikers Epigenes, des Autors einer verlorenen Abhandlung über die orphischen Dichtungen) erwähnt, dass Kerkops zwei orphische Gedichte geschrieben habe: Abstieg in den Hades (Εἰς Ἅιδου κατάβασις) – das mindestens bis zur alexandrinischen Ära erhalten blieb – und Heilige Worte (Ἱερὸς λόγος). Die Suda, eine byzantinische Enzyklopädie, fügt hinzu, dass die Heiligen Worte aus 24 Rhapsodien bestünden und dass einige das Werk (anstelle von Kerkops) dem mythischen Orpheus oder Theognetos von Thessalien (Θεόγνητο τον Θεσσαλό) zuschrieben. Als Autor der Hadesfahrt erwähnt sie jedoch nur einen orphischen Dichter aus Kamarina (Ορφεύς ο Καμαριναίος). Schließlich sollte angemerkt werden, dass einige Gelehrte Kerkops den Pythagoreer mit Kerkops dem Milesier identifizierten, dem angeblichen Dichter des verlorenen Epos Aigimios (griechisch Αιγίμιος (έπος)).
In der Diels-Kranz-Nummerierung trägt Kerkops die Nummer 15 (Ältere Pythagoreer).